# Ilaria Bianco
Ilaria Bianco (Pisa, 29 maggio 1980) è una maestra di scherma ed ex schermitrice italiana, specializzata nella sciabola. Ha iniziato a praticare scherma nel 1988 a Pisa. Fin da giovanissima ha mostrato una scherma aggressiva e funzionale, che l'ha portata a distinguersi a livello italiano tanto da essere impegnata dalle rappresentative nazionali giovanili. La sua guida tecnica è stata affidata dalla Scuola pisana al Maestro Enrico Di Ciolo, che l'ha seguita fino al 2005. Vincitrice di due medaglie d'oro, tre d'argento ed una di bronzo ai Campionati mondiali di scherma.
Nel 2013 ottiene il titolo di Maestro di Scherma, ed inizia ad insegnare nel Circolo Scherma Fides. In seguito viene chiamata anche nello staff della nazionale.

## Palmarès

### Risultati élite
In carriera ha ottenuto i seguenti risultati:
Mondiali
Individuale
- Argento nella sciabola a Seul 1999
- Argento nella sciabola a Budapest 2000
- Argento nella sciabola a Nîmes 2001
- Bronzo nella sciabola a Lipsia 2005

A squadre
- Oro nella sciabola a Seul 1999
- Oro nella sciabola a L'Avana 2003
- Argento nella sciabola a Budapest 2000

Europei
Individuale
- Oro nella sciabola a Bourges 2003
- Argento nella sciabola a Kiev 2008
- Bronzo nella sciabola a Coblenza 2001
- Bronzo nella sciabola a Copenaghen 2004
- Bronzo nella sciabola a Zalaegerszeg 2005
- Bronzo nella sciabola a Smirne 2006
- Bronzo nella sciabola a Lipsia 2010

A squadre
- Oro nella sciabola a Sheffield 2011
- Argento nella sciabola a Coblenza 2001
- Bronzo nella sciabola a Funchal 2000
- Bronzo nella sciabola a Copenaghen 2004
- Bronzo nella sciabola a Plovdiv 2009
- Bronzo nella sciabola a Lipsia 2010
- Bronzo nella sciabola a Legnano 2012

Universiadi
Individuale
- Oro nella sciabola a Pechino 2001

A squadre
- Bronzo nella sciabola a Pechino 2001

Giochi del Mediterraneo
Individuale
- Bronzo nella sciabola a Pescara 2009

Campionati italiani
Individuale
- Oro nella sciabola a Livorno 2001
- Oro nella sciabola a Roma 2003
- Oro nella sciabola a Torino 2006
- Oro nella sciabola a Siracusa 2010
- Oro nella sciabola a Bologna 2012
- Argento nella sciabola a Livorno 2011
- Bronzo nella sciabola a Conegliano 2002
- Bronzo nella sciabola a Udine 2005
- Bronzo nella sciabola a Acireale 2014

A squadre
- Oro nella sciabola a Livorno 2001
- Oro nella sciabola a Jesi 2008
- Oro nella sciabola a Siracusa 2010
- Oro nella sciabola a Trieste 2013
- Argento nella sciabola a Tivoli 2009
- Argento nella sciabola a Acireale 2014
- Bronzo nella sciabola a Livorno 2011
- Bronzo nella sciabola a Gorizia 2017

### Risultati giovani
Mondiali giovani
Individuale
- Bronzo nella sciabola a South Bend 2000

A squadre
- Oro nella sciabola a South Bend 2000

Europei giovani
Individuale
- Oro nella sciabola a Porto 1999

A squadre
- Oro nella sciabola a Porto 1999